# Hoàng Kính
Hoàng Kính (tiếng Trung: 黄敬; Wade–Giles: Huang Ching; 1912 – 10 tháng 2 năm 1958), tên khai sinh là Du Khải Uy (tiếng Trung: 俞启威; Wade–Giles: Yü Ch'i-wei), là một nhà cách mạng và chính khách Cộng sản Trung Quốc, từng là Thị trưởng và Bí thư Thị ủy Thiên Tân, Bộ trưởng Bộ Công nghiệp Cơ giới Đệ nhất và Chủ tịch Ủy ban Công nghệ Quốc gia. Ông là một người chồng cũ của Giang Thanh, người sau này kết hôn với Mao Trạch Đông, và cha của Du Cường Thanh, một nhân viên tình báo hàng đầu Trung Quốc đã đào tẩu sang Hoa Kỳ năm 1985, và Du Chính Thanh, ủy viên đứng thứ 4 trong Ban Thường vụ Bộ Chính trị Đảng Cộng sản Trung Quốc khóa XVIII.

## Thuở nhỏ và tham gia cách mạng

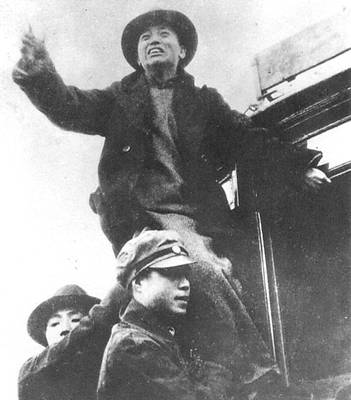
Hoàng Kính phát biểu trong cuộc vận động ngày 9 tháng 12 năm 1935

Du Khải Uy sinh năm 1912 trong một gia đình nổi tiếng ở Thiệu Hưng, tỉnh Chiết Giang. Chú của ông, Du Đại Duy, sau đó là Bộ trưởng Quốc phòng Trung Hoa Dân quốc tại Đài Loan. Nhà hóa học Tăng Chiêu Luân là cũng chú (chồng dì) của ông. Ông ghi danh vào Đại học Sơn Đông ở Thanh Đảo, chuyên ngành vật lý. Đồng thời, ông đã dành nhiều thời gian đáng kể trong hoạt động chính trị ngầm cho Đảng Cộng sản Trung Quốc.
Trong khi ở Thanh Đảo, ông đã gặp và kết hôn với Lý Thục Mông (người sau này đổi tên thành Giang Thanh và kết hôn với Mao Trạch Đông), vào năm 1932. Ông giới thiệu Giang Thanh gia nhập Đảng Cộng sản vào năm 1933. Ngay sau đó, ông đã bị chính phủ bắt giữ vì những hoạt động cộng sản của ông. Để tránh liên quan đến Giang Thanh, ông gửi một tin nhắn yêu cầu bà bỏ ông. Bà đã được giới thiệu với đạo diễn phim Thượng Hải Sử Đông Sơn, người đã ở Thanh Đảo vào thời điểm đó, và theo đến Thượng Hải. Sau khi Hoàng Kính được thả vào năm 1934, ông sống với Giang Thanh một thời gian với gia đình ở Thượng Hải. Tuy nhiên, gia đình của ông kiên quyết chống lại cuộc hôn nhân của họ, và họ trở nên chia li.
Năm 1935, ông sau đó theo học Đại học Bắc Kinh, đồng dẫn đầu cuộc Vận động ngày 9 tháng 12 với Diêu Ỷ Lâm và Hoàng Hoa, yêu cầu chính phủ Trung Quốc tích cực chống lại sự xâm lăng của Nhật Bản sau sự kiện Phụng Thiên.
Sau khi Nhật xâm chiếm Trung Quốc năm 1937, ông chuyển đến căn cứ Cộng sản ở Diên Anvào mùa đông năm 1939. Lý Thục Mông, khi đó được gọi là Giang Thanh, cũng đã chuyển đến Diên An và kết hôn với nhà lãnh đạo Cộng sản Mao Trạch Đông. Ông sau đó trở thành một trưởng bộ phận trong các cơ sở cộng sản tại các khu vực biên giới Sơn Tây-Sát Cáp Nhĩ-Hà Bắc và Sơn Tây-Hà Bắc-Sơn Đông-Hà Nam.

## Sự nghiệp chính trị
Sau khi Nhật Bản đầu hàng vào năm 1945, Cộng sản chiếm lấy tỉnh Hà Bắc, và ông được bổ nhiệm làm Thị trưởng của Trương Gia Khẩu. Sau khi thành lập Cộng hòa Nhân dân Trung Hoa năm 1949, ông trở thành Thị trưởng và Bí thư Thị ủy của Thiên Tân.
Năm 1952, ông được bổ nhiệm làm Bộ trưởng Bộ Công nghiệp Cơ giới Đệ nhất, chịu trách nhiệm về ngành công nghiệp dân sự (Bộ thứ hai phụ trách công tác quân sự). Khi Ủy ban Công nghệ Quốc gia được thành lập vào năm 1956, ông trở thành chủ tịch đầu tiên. Trong khi phục vụ ở vị trí này, ông ca ngợi công việc của một kỹ sư trẻ ở Thượng Hải tên Giang Trạch Dân, Tổng Bí thư Đảng Cộng sản Trung Quốc, nhớ lại rằng Hoàng Kính mời ông đến một bữa tiệc tại nhà hàng vịt Toàn Tụ Đức, và vào một dịp khác, nói chuyện với ông trong bốn giờ cho đến 11 giờ tối.
Hoàng Kính được coi là một ngôi sao trẻ đầy hứa hẹn của Đảng Cộng sản, nhưng bị nói là phản cách mạng khi cuộc Vận động Phản hữu hữu bắt đầu từ năm 1958. Ông qua đời ở Quảng Châu cùng năm đó, ở tuổi 46. Những hoàn cảnh xung quanh cái chết của ông không rõ ràng. Người ta nói rằng ông bị bệnh tâm thần và thể chất và chết vì bệnh tim trong một bệnh viện quân sự.

## Gia đình
Sau khi mối quan hệ của ông với Giang Thanh kết thúc, ông kết hôn với nhà báo Phạm Cấn, sau này trở thành phó thị trưởng của Bắc Kinh và chủ tịch của tờ Bắc Kinh nhật báo. Con trai của họ, Du Cường Thanh là một nhân viên tình báo hàng đầu Trung Quốc đã đào tẩu sang Hoa Kỳ năm 1985. Một người con khác, Du Chính Thanh đã trở thành một trong bảy ủy viên của Ban Thường vụ Bộ Chính trị Đảng Cộng sản Trung Quốc vào năm 2012, có ảnh hưởng lớn tại Trung Quốc.